# Spectroscopie diélectrique
 (février 2024).
Si vous disposez d'ouvrages ou d'articles de référence ou si vous connaissez des sites web de qualité traitant du thème abordé ici, merci de compléter l'article en donnant les références utiles à sa vérifiabilité et en les liant à la section « Notes et références ».

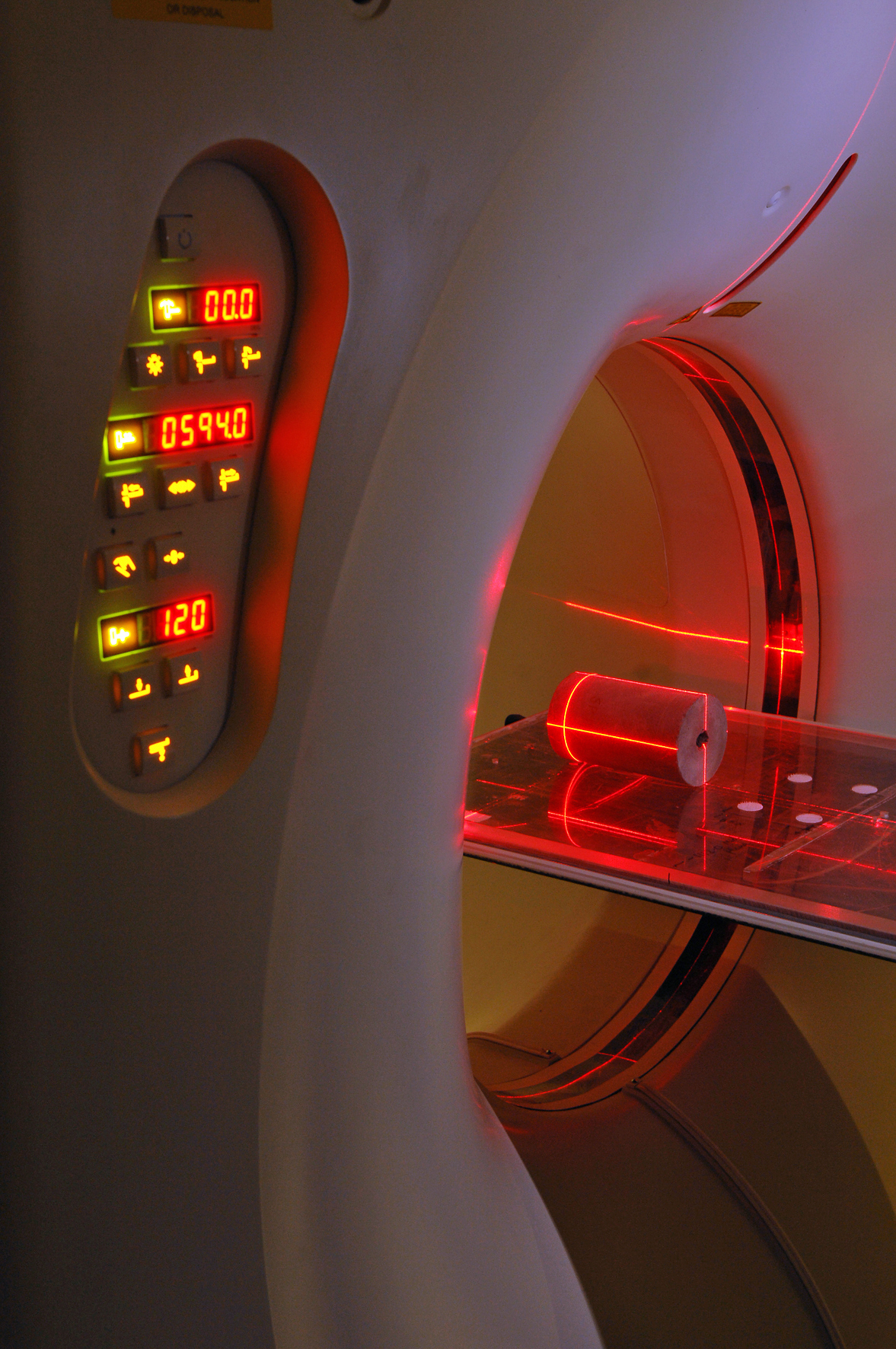
Machine utilisée par le CSIRO pour la spectroscopie diélectrique.

En physique, la spectroscopie diélectrique est l'ensemble des techniques de mesures des propriétés diélectriques d'un milieu en fonction de la fréquence. Dans certains domaines, on parle également de spectroscopie d'impédance.